# I musicanti
I musicanti è un album del gruppo vocale dei Ricchi e Poveri, pubblicato nel 1976. Con i brani intitolati I-o bao coccodè miao e Il mio canto, inclusi nel 33 giri, i Ricchi e Poveri partecipano quell'anno, per la quinta volta (l'ultima volta in quattro), al Festival di Sanremo. Le due canzoni, presentate alla manifestazione ligure, ottengono il 13º posto tra le finaliste, e vengono quindi abbinate in un 45 giri, pubblicato con il titolo collettivo di Due storie dei musicanti, con I-o bào coccodè miao (parte I), sul lato A, e Il mio canto (parte II), sul lato B. Al Festival le due canzoni vengono introdotte da due brevi sezioni narrate da Franco Gatti che non compaiono nel disco, il quale è composto anche da alcune parti recitate dai quattro.
Questo nuovo progetto discografico, indirizzato soprattutto ai più piccoli, consiste in una favola musicale ispirata al racconto dei fratelli Grimm I musicanti di Brema. I pezzi sono musicati da Luis Bacalov mentre i testi sono scritti da Sergio Bardotti. Il gruppo di bambini che canta in queste canzoni (se ne contano nove sul palco dell'Ariston), si fanno chiamare "i Nostri Figli" e hanno per genitori autori e musicisti che ruotavano attorno al progetto.
Nel corso del 1976 esce un secondo singolo, contenente altri due brani tratti dall'album, Storia di una gatta, sul lato A, e La città dei desideri, sul lato B. In seguito, usciranno altri 45 giri tutti realizzati dall'etichetta Fonit Cetra per la serie SPB (musica per bambini).

## Tracce
Tutti i brani sono composti da Sergio Bardotti/Luis Bacalov.
1. I-o bao coccodè miao - 2:11
2. L'asino - 3:20
3. Il cane - 2:47
4. La gallina - 3:35
5. Storia di una gatta - 3:34
6. La città dei desideri - 3:53
7. Il mio canto - 4:57
8. L'albergo del buon padrone - 0:37
9. La battaglia - 3:37
10. Tutti uniti - 3:13
11. Acqua acquetta - 2:03
12. Tutti uniti (reprise) - 1:31
13. I-o bao coccodè miao (reprise) - 0:38

## Crediti
- Luis Enriquez: arrangiamenti
- Sergio Bardotti: produzione
- Ed. Usignolo: edizioni musicali

## Dettagli pubblicazione
| Paese  | Data | Etichetta   | Formato | Nº Catalogo |
| ------ | ---- | ----------- | ------- | ----------- |
| Italia | 1976 | Fonit Cetra | 33 giri | LPX 46      |

Pubblicazione & Copyright: 1976 - Fonit Cetra.

Distribuzione: Fonit Cetra.